# Писарівка (Берестинський район)
Пи́сарівка —  село в Україні, у Берестинському районі Харківської області. Населення становить 4 осіб. Орган місцевого самоврядування — Павлівська сільська рада.
Після ліквідації Кегичівського району 19 липня 2020 року село увійшло до Красноградського (Берестинського) району.

## Географія
Село Писарівка знаходиться на лівому березі річки Багата, вище за течією на відстані 2 км розташоване село Павлівка, нижче за течією на відстані 3 км розташоване село Коханівка. Через село проходить автомобільна дорога Т 2110.

## Історія
- 1866 - дата заснування.

## Економіка
- Вівце-товарна ферма.